# Damir Bužleta
Damir Bužleta (Pula, 2. lipnja 1958. – 27. travnja 2019.) bio je hrvatski glazbeni pedagog.
Rođen 1958. godine u Puli gdje na Pedagoškom fakultetu završava studij glazbene kulture. Bio je zaposlen u OKUD-u Istra kao nastavnik harmonike i organizator kulturno-umjetničkih programa, a kasnije je nastavio djelovati u Zagrebu. Njegovi učenici na državnim i međunarodnim natjecanjima ostvarivali su zapažena priznanja i nagrade. 
Bio je dirigent harmonikaškog orkestra "Stanko Mihovilić" od 1989. do 2009. koji je pod njegovim vodstvom koncertirao diljem Europe i Amerike te osvajao prve nagrade na međunarodnim natjecanjima u Hrvatskoj, Italiji, Češkoj Republici, Njemačkoj i Francuskoj. Kao gost dirigent u više je navrata gostovao u Italiji, te bio članom ocjenjivačkih orkestara i solista. Obnašao je funkciju tajnika stručnog odbora Međunarodnog susreta harmonikaša, po mnogo čemu jedinstvene i međunarodno poznate i ugledne manifestacije i voditelja Međunarodne ljetne škole u Puli koju osniva 1992. koja i dalje svake godine okuplja najznačajnije svjetske pedagoge i koncertne umjetnike te veliki broj domaćih i stranih polaznika. 
Uz pedagoški rad i organizacijske poslove bavio se i skladanjem za harmonikaške orkestre i pjevačke zborove. Njegova djela izvode se kako u Hrvatskoj tako i u inozemstvu. Bio je član Hrvatskog društva skladatelja, a jedno vrijeme i dirigent mješovitog pjevačkog zbora "Matko Brajša-Rašan" s kojim je nastupao na domaćim i stranim međunarodnim smotrama i festivalima.
Preminuo je nakon kratke i teške bolesti u 61. godini života u travnju 2019.

## Vanjske poveznice
- OKUD "Istra"